# Ayahous
En Côte d'Ivoire, les Ayahous constituent un sous-groupe Baoulé présent dans le département de Sakassou (commune et sous-préfecture de Ayaou-Sran) et dans le département de Bouaflé (sous-préfecture et commune de Pakouabo et Commune de N'douffoukankro).